# قلعة الكورنيش
قلعة الكورنيش  تقع في مدينة الحديدة على تل مرتفع بكورنيش الحديدة بالقرب من ميناء الاصطياد، يعود بناؤها وفق أرجح المصادر التاريخية إلى عام 1538م خلال فترة التواجد العثماني الأول في اليمن. أنشئت ضمن الاستحكامات الدفاعية التي أقيمت على طول ساحل محافظة الحديدة كما استخدمت كسجن من قبل العثمانيين ومن بعدهم الأئمة. وهي مبنية من الأجر المحروق (الطوب) والطين والنورة البيضاء، وقد أعيد ترميمها بنفس طابعها المعماري القديم. لأعدادها كمركز للحرف والمشغولات اليدوية وتنشيط السياحة.

## روابط خارجية
- مدينـــة الحديـــدة